# Зимба
Зимба (на английски: Zimba) е малък град в Южна Замбия. Намира се в Южната провинция на страната. Има жп гара, от която на североизток се пътува до столицата Лусака (около 450 km) през Каломо и Чома, а на югозапад към Ливингстън и Зимбабве (около 70 km). В районът около Зимба има никелово находище. Населението на общината е 13 185 жители (по данни за 2010 г.).